# بانيير دو بيجور
بانيير دو بيجور، (بالفرنسية: Bagnères-de-Bigorre)‏، تنطق:(‎baɲɛʁ də biɡɔʁ‏)، هي بلدية تابعة لإقليم البرانيس العليا، في منطقة أوسيتاني، في جنوب غرب فرنسا.

## توأمة
لبانيير دو بيجور اتفاقيات توأمة مع كل من:
- توتزينغ
- ألاما دي غرانادا
- غرانارولو دل إميليا

## معرض صور

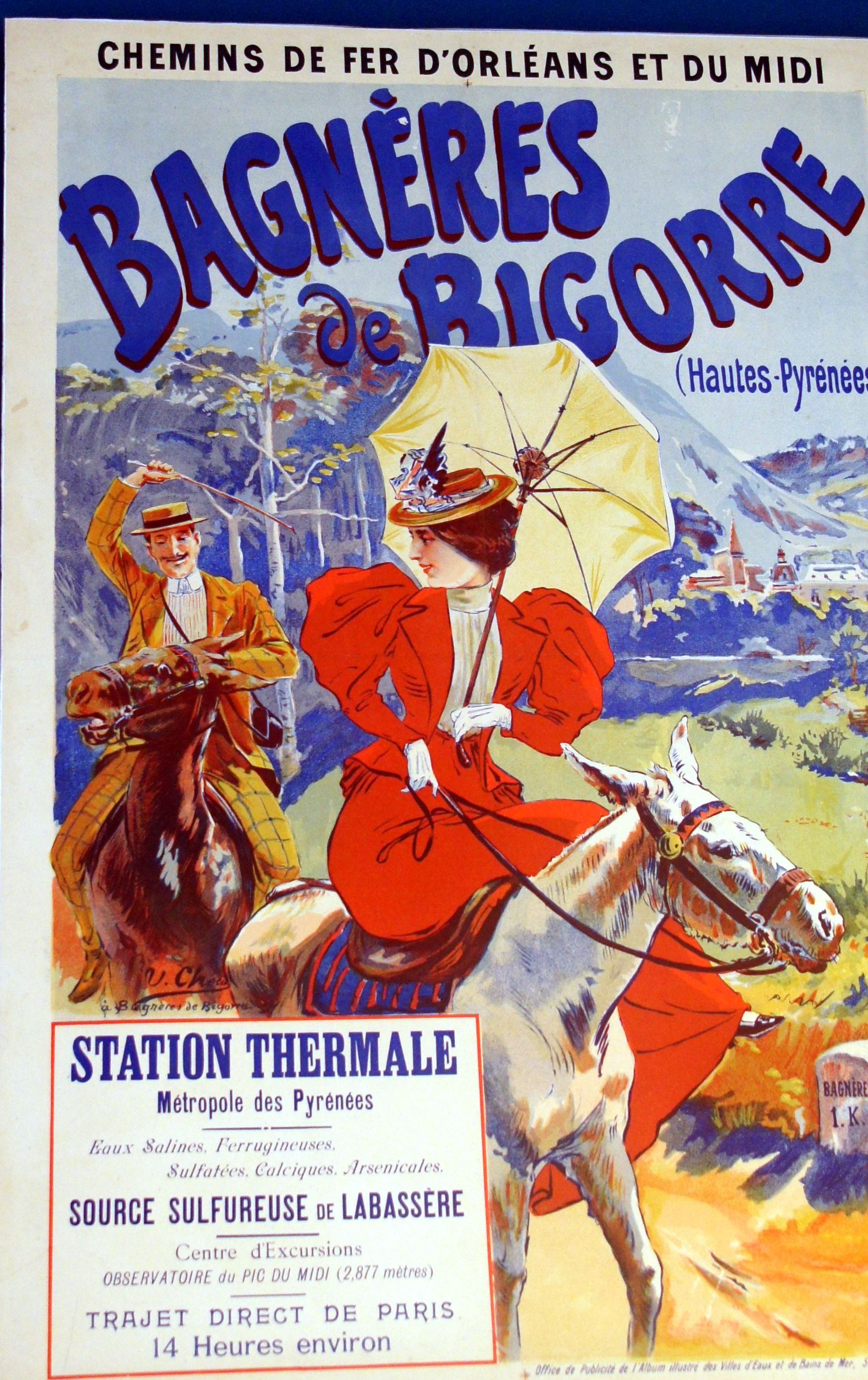
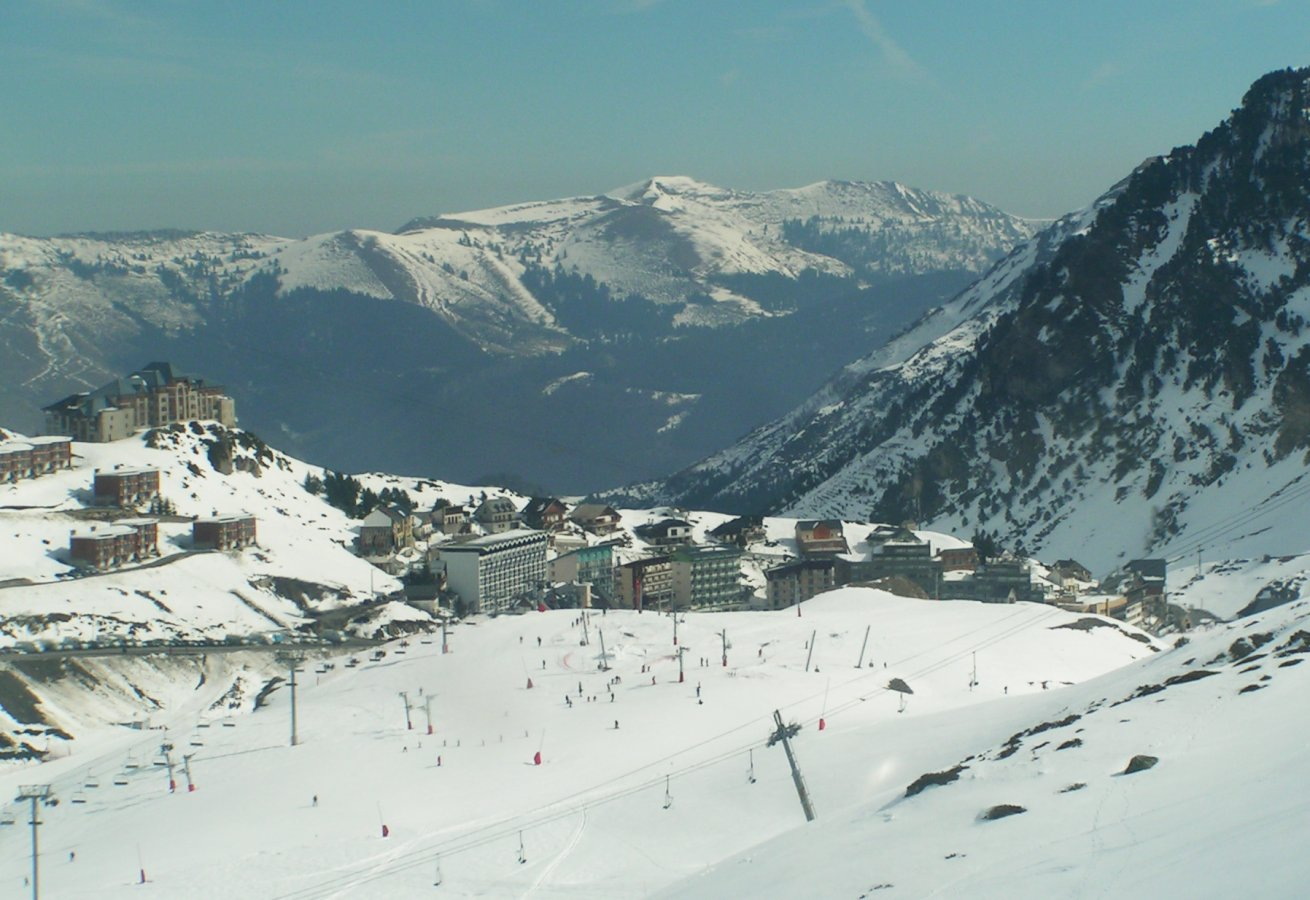
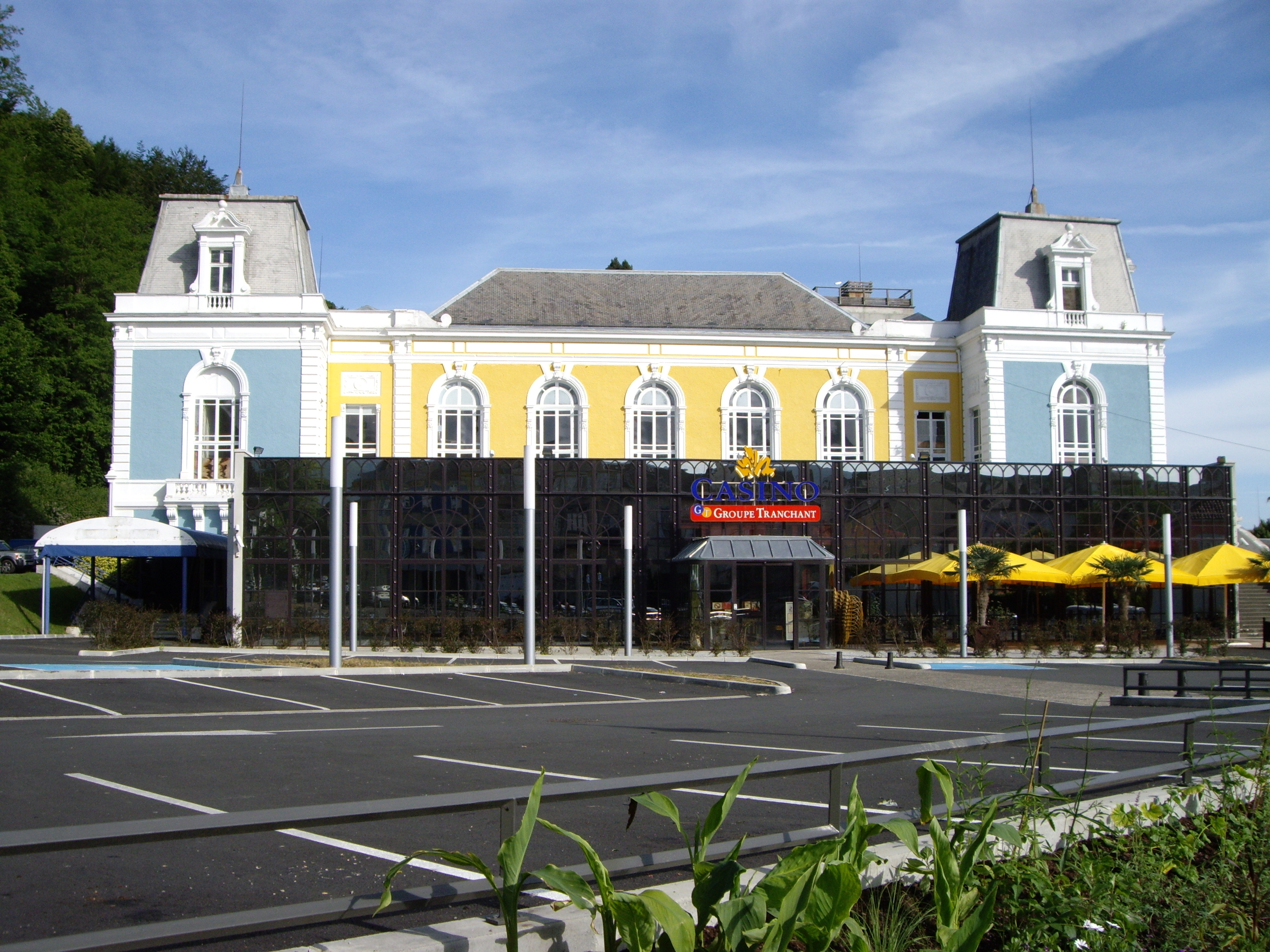

## أعلام
- برونو أرميريل
- ألبرت هاستينغز ماركهام